# Urszula Holz
Urszula Melania Holz z Siemielińskich (ur. 1826 w Warszawie) – działaczka patriotyczna i kobieca.

## Życiorys
Córka urzędnika Józefata Siewielińskiego (1787-1854) i Eufrozyny z Kamińskich (zm. 1843). Była młodszą siostrą Kryspiny Stelmowskiej, która wciągnęła ją do kręgu Entuzjastek. Była także kolporterką nielegalnej patriotycznej literatury. W 1844 wyszła za mąż za inżyniera mechanika pracującego na Kolei Warszawsko-Wiedeńskiej, Bolesława Holza (1819-1895) który także pozostawał w kręgu oddziaływania entuzjastek. Po upadku powstania styczniowego, w którym obydwoje wzięli czynny udział wyjechali do Galicji a następnie do Turcji. Po przybyciu do Stambułu Bolesław został zatrudniony w fabryce broni na Tophane a Urszula rozpoczęła akcję pomocy dla ściągających nad Bosfor uczestników powstania 1863. Podczas wojny turecko-rosyjskiej 1877-1878 wraz z mężem była zaangażowana w tworzenie Komitetu Emigracji Polskiej na Wschodzie, który objął patronat nad tworzącym się wówczas legionem polskim pod dowództwem mjr Józefa Jagmina.